# San Giovanni al Natisone
San Giovanni al Natisone é uma comuna italiana da região do Friuli-Venezia Giulia, província de Udine, com cerca de 5.797 habitantes. Estende-se por uma área de 23,92 km², tendo uma densidade populacional de 242 hab/km². Faz fronteira com Chiopris-Viscone, Cormons (GO), Corno di Rosazzo, Manzano, Trivignano Udinese.

## Demografia
| Variação demográfica do município entre 1861 e 2011                               |
|                                                                                   |
| Fonte: Istituto Nazionale di Statistica (ISTAT) - Elaboração gráfica da Wikipedia |